# محمد حسن خان قاجار
مُحَمَّد حَسَن بَهَادُر قُلِي خَان قَاجَار قُوَانلُو إِسكَندَرلُو (بالفارسية: محمدحسن‌بهادرقلی‌خان قاجار قوانلو اسکندرلو) (1127هـ - 1172هـ المُوافق فيه 1715م - 14 شباط (فبراير) 1759م) المعروف اختصارًا بِـ«محمد حسن خان»، هو زعيم القاجاريين والقائد العام في بكلربكيَّة أستراباد بُعيد العودة الصفويَّة وحاكم جرجان ومازندران وگيلان، ومن أكبر المُنافسين لِكريم خان زند. وهو والد «آغا محمد خان» مؤسِّس الدولة القاجاريَّة.